# Cody Walker
Cody Beau Walker (* 13. června 1988) je americký herec. Je bratrem zesnulého herce Paula Walkera; pomohl dokončit jeho poslední scény ve filmu Rychle a zběsile 7 (2015). Herecky debutoval v Abandoned Mine (2013). Objevil se v USS Indianapolis: Men of Courage (2016) a hrál v televizní show In the Rough.